# Reuteroscopus uvidus
Reuteroscopus uvidus är en insektsart som först beskrevs av William Lucas Distant 1893.  Reuteroscopus uvidus ingår i släktet Reuteroscopus och familjen ängsskinnbaggar. Inga underarter finns listade i Catalogue of Life.